# Szczepankowo (Grunwald)
Szczepankowo (deutsch Steffenswalde) ist ein Dorf in der polnischen Woiwodschaft Ermland-Masuren. Es gehört zur Gmina Grunwald (Landgemeinde Grünfelde) im Powiat Ostródzki (Kreis Osterode in Ostpreußen).

## Geographische Lage
Szczepankowo liegt im südlichen Westen der Woiwodschaft Ermland-Masuren, 16 Kilometer südöstlich der Kreisstadt Ostróda (deutsch Osterode in Ostpreußen).

## Geschichte

### Ortsgeschichte
Dorf und Gut Steffenswalde – vor 1785 Stephanswalde genannt – wurden 1334 gegründet. Am 7. Mai 1874 wurde der Ort ein Amtsdorf und damit namensgebend für einen Amtsbezirk im Kreis Osterode in Ostpreußen im Regierungsbezirk Königsberg (1905 bis 1945: Regierungsbezirk Allenstein) in der preußischen Provinz Ostpreußen
Im Jahre 1910 zählte die Landgemeinde Steffenswalde 250 und der Gutsbezirk Steffenswalde 179 Einwohner. Am 30. September 1928 schlossen sich beide zur neuen Landgemeinde Steffenswalde zusammen. Die Einwohnerzahl der so veränderten Gemeinde belief sich 1933 auf 416 und 1939 auf 385.
In Kriegsfolge kam Steffenswalde 1945 mit dem gesamten südlichen Ostpreußen zu Polen. Steffenswalde erhielt die polnische Namensform „Szczepankowo“ und ist heute mit dem Sitz eines Schulzenamts (polnisch Sołectwo) eine Ortschaft innerhalb der Gmina Grunwald (Landgemeinde Grünfelde) mit Sitz in Gierzwałd (Geierswalde) im Powiat Ostródzki (Kreis Osterode in Ostpreußen), bis 1998 der Woiwodschaft Olsztyn, seither der Woiwodschaft Ermland-Masuren zugehörig. Im Jahre 2011 zählte Szczepankowo 213 Einwohner.

### Amtsbezirk Steffenswalde (1874–1945)
Zum Amtsbezirk Steffenswalde gehörten anfangs:
| Deutscher Name       | Polnischer Name | Anmerkungen |
| -------------------- | --------------- | --- |
| Domkau               | Domkau          | |
| Steffenswalde (LG)   | Szczepankowo    | |
| Steffenswalde (GB)   |                 | 1928 in die Landgemeinde Steffenswalde eingegliedert                                                                 |
| Steinfließ (A und B) | Miejska Wola    | 1900 Zusammenschluss der Gutsbezirke Steinfließ und Döhlau zur neuen Landgemeinde Döhlau im gleichnamigen Amtsbezirk |

1945 wurde der Amtsbezirk Steffenswalde nur noch von den Gemeinden Domkau und Steffenswalde gebildet.

## Kirche
Bis 1945 war Steffenswalde in die evangelische Kirche Geierswalde (polnisch: Gierzwałd) in der Kirchenprovinz Ostpreußen der Kirche der Altpreußischen Union, außerdem in die römisch-katholische Kirche der Stadt Gilgenburg (polnisch Dąbrówno) im Bistum Ermland eingepfarrt.
Heute gehört Szczepankowo evangelischerseits zur Kirche in Ostróda (Osterode in Ostpreußen) in der Diözese Masuren der Evangelisch-Augsburgischen Kirche in Polen. Katholischerseits ist der einstige Kapellenort Steffenswalde am 1. Juli 1995 zu einem Pfarrort aufgestiegen, dem Antonius von Padua geweiht und zuständig auch für die Filialgemeinden Dylewo (Döhlau) und Ryn (Rhein) im Dekanat Grunwald im Erzbistum Ermland.

## Verkehr
Szczepankowo liegt an einer Nebenstraße, die die Kreisstadt Ostróda (Osterode in Ostpreußen) mit Tułodziad (Taulensee) verbindet. Nebenstraßen aus der näheren Umgebung enden in Szczepankowo.
Von 1894 bis 1945 war Steffenswalde Bahnstation an der Bahnstrecke Elbing–Osterode–Hohenstein. In Kriegsfolge wurde die Strecke und damit auch die Bahnstation geschlossen. Die Bahnstation wurde noch bis 1951 unter der Bezeichnung Szczepankowo Domkowo genannt.